# 廣華街

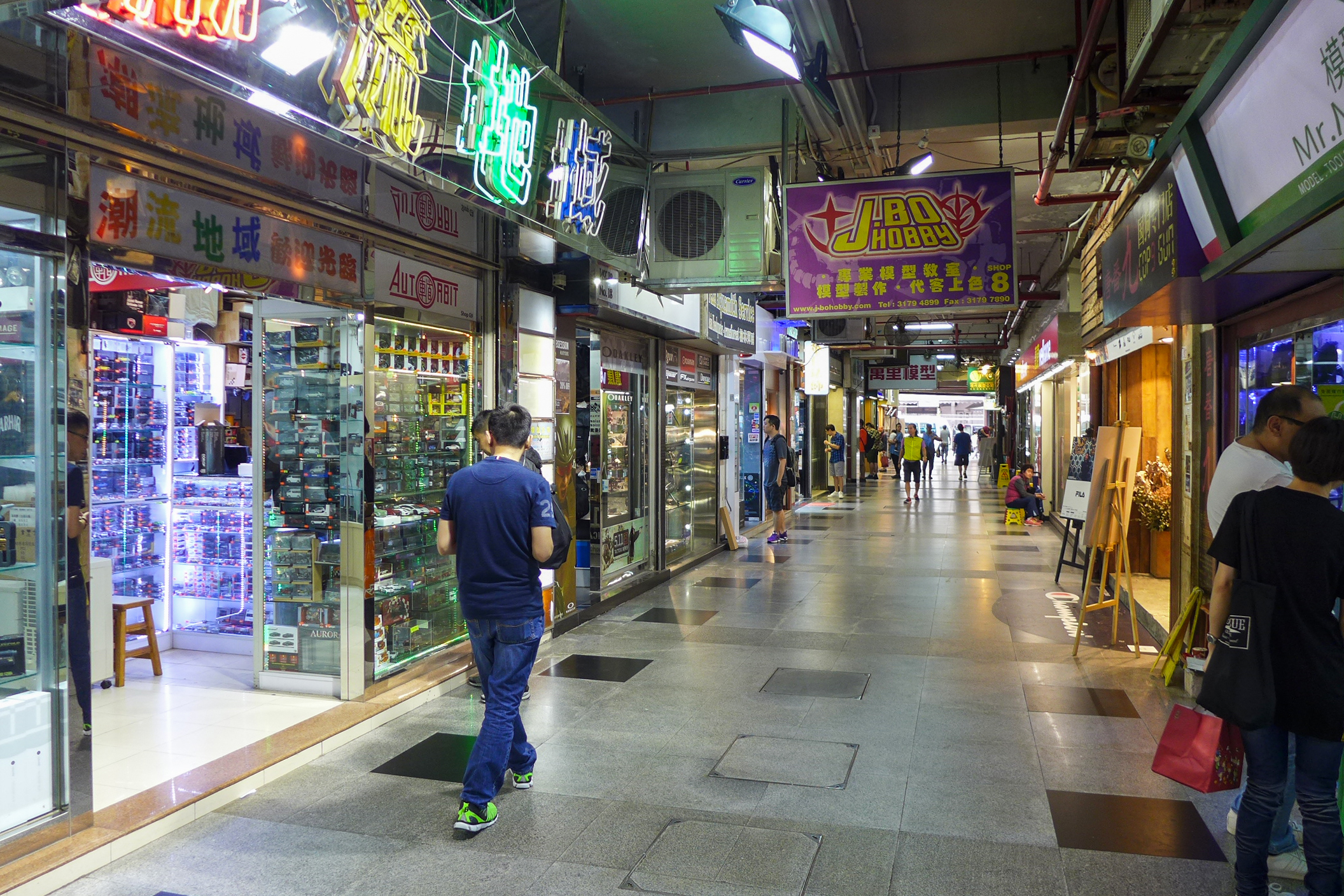
仁安大廈有多間售賣野戰相關用品的商店

廣華街（英語：Kwong Wa Street）是香港九龍旺角東南部的一條街道，因附近的廣華醫院而得名。廣華街呈西南—東北走向，西南與登打士街交界，經煙廠街交界，東北則與染布房街、豉油街交界。由於廣華街集中售賣野戰的相關用品，包括軍裝、氣槍、裝備、模型及其他玩具等，所以有槍街及軍火街的稱號。

## 沿路地標
- 百利達廣場
- 仁安大廈